# ادوارد تادئوسیان
ادوارد زهرابی تادئوسیان (ارمنی: Էդուարդ Զոհրաբի Թադևոսյան؛  زادهٔ ۲ مهٔ ۱۹۴۷) نوازنده ویولن اهل ارمنستان است. وی از سال میلادی تاکنون مشغول فعالیت بوده است.

## زندگی‌نامه
وی در ۲ مهٔ ۱۹۴۷ در ایروان به دنیا آمد و از کنسرواتوار مسکو (۱۹۷۰) فارغ‌التحصیل گشت. کوارتت زهی ملی کومیتاس و کنسرواتوار دولتی کومیتاس ایروان فعالیت می‌کرد. وی همچنین برنده جوایزی همچون هنرمند مردمی ارمنستان شوروی (۱۹۸۴)، نشان افتخار مسروپ ماشتوتس مقدس (۲۰۱۰) و شهروند افتخاری ایروان (۲۰۱۴) شد.